# Desiree Petersen
Desiree Petersen (Copenhague, Dinamarca) es una luchadora profesional y debuta en 1983 en un torneo contra Velvet McIntyre. Más tarde gana el título en equipo de la WWF, junto a McIntyre que había estado anteriormente con Vickie Otis.

## Carrera como luchador profesional
En 1983, Petersen debuta en Columbia Británica, junto a Velvet McIntyre, pues termina perdiendo en el torneo final. Pero antes, Petersen fue entrenada por The Fabulous Moolah, quien tenía una escuela de entrenamiento, y así es que Desiree Peterson decide trabajar más tarde en Estados Unidos.

## World Wrestling Federation
En diciembre de 1984, Petersen sustituye a Vickie Otis (princess victoria), para ser socio en el equipo de Velvet McIntyre, y así obtuvieron el WWF Women's Tag Team Championship. Desde entonces en 1985, Petersen se dedica a participar en torneos individuales contra Donna Christanello, Leilani Kai, Judy Martin, Peggy Lee, Peggy Peterson, Dawn Marie Johnston e incluso con The Fabulous Moolah. Durante ese año, Peterson estaba comprometida a realizar un torneo con Judy Martin.
Petersen y McIntyre defienden los títulos hasta separarse. Más tarde, un combate entre The Glamour Girls (Judy Martin y Leilani Kai), quienes derrotan al grupo de McIntyre y Peterse, pues estas logran mantenerlo durante 906 días, ya que The Jumping Bomb Angels (Noriyo Tateno y Itsuki Yamazaki), logran derrotarlas.
Desiree Peterson ya no podía recuperar el título, así en 1985 decide abandonar la WWF. Pero en 1988 regresa y tiene un feudo con Sherri Martel, que tenía el título WWE Women's Championship.

## Ladies Professional Wrestling Association
Luego de participar en la WWF, Petersen decide participar en Ladies Professional Wrestling Association, donde obtiene el título de campeonato y realiza varios torneos con su resultado que era un verdadero éxito, pero finalmente es derrotada por Shinobu Kandori.

## Títulos y reconocimientos
- World Wrestling Federation
  - WWF Women's Tag Team Championship

## Técnicas especiales
- Patada giratoria
- Patada voladora
- Movimientos aéreos de lucha libre profesional
- Chokeslam